# Les Quatre Fantastiques (série télévisée d'animation, 2006)
Pour les articles homonymes, voir Les Quatre Fantastiques (homonymie).
Les Quatre Fantastiques (Fantastic Four : World's Greatest Heroes) est une série télévisée d'animation américano-française en 26 épisodes de 20 minutes produite par le studio MoonScoop d'après les personnages de Marvel Comics et diffusée à partir du 2 septembre 2006 sur Cartoon Network.

## Synopsis
Au cours d’une mission spatiale, Reed Richards, Susan Storm, son frère Johnny Storm et Ben Grimm sont irradiés par des rayons cosmiques.
Ils développent bientôt des super-pouvoirs : Richard peut allonger ses membres, Susan se rendre invisible, Johnny peut se muer en torche humaine volante et Ben Grimm prend définitivement l'aspect d'une créature de pierre dotée d'une force herculéenne.
Ils mettent alors leur pouvoirs au service de la justice et de la protection du genre humain, menacé par des créatures de tout genre…

## Fiche technique
- Titre original : Fantastic Four : World's Greatest Heroes
- Titre français : Les Quatre Fantastiques
- Création : Franck Michel, Thomas Barichella, Cyril Tysz
- Scénaristes : Robin Lyons, Andrew Offiler, Bob Forward, Christopher Yost, Joshua Fine
- Production : Craig Kyle, Benoît di Sabatino, Christophe di Sabatino, Stan Lee
- Société de production : Marvel Productions
- Date de première diffusion :  États-Unis : 2 septembre 2006

## Personnages

### Les Quatre Fantastiques
- Reed Richards / Mr. Fantastique (VO : Hiro Kanagawa ; VF : Constantin Pappas)
- Susan "Sue" Storm / La Femme Invisible (VO : Lara Gilchirst ; VF : Valérie Nosrée)
- Jonathan "Johnny" Storm / La Torche humaine (VO : Christopher Jacot (en) ; VF : Cyril Aubin)
- Benjamin "Ben" Grimm / La Chose (VO : Brian Dobson ; VF : Pascal Casanova)

Source : IMDb

### Ennemis
- Victor von Fatalis / Docteur Fatalis (VO : Paul Dobson ; VF : Tony Joudrier)
- L'Homme-taupe
- Annihilus
- Diablo (Esteban Corazón de Ablo)

### Autres personnages
- H.E.R.B.I.E. (VO : Samuel Vincent)
- Alicia Masters (VO : Sunita Pras)
- Hulk

## Épisodes
- 1   Alors vint... Fatalis (Doomsday)
Fatalis vole le gant de traversée dimensionnelle de Reed Richards pour créer un portail vers la zone négative *:
- 2   Dans l'ombre de Manhattan (Molehattan)
L'Homme-taupe prend Ben Grimm comme allié alors qu'il enlève de célèbres monuments de Manhattan dans son royaume, la cité des profondeurs.
- 3   Démasqué ! (Doomed)
Le Docteur Fatalis échange son esprit avec Reed Richards afin de détruire l'équipe.
- 4  Le Marteau de la loi (Trial by Fire)
Ronan l'accusateur enlève Johnny Storm, accusé d'avoir agit contre l'empire Kree
- 5   Danger zone interdite (Zoned Out)
Alors que Johnny montre le laboratoire de Reed à sa petite amie, ils échangent leur place avec des insectes de la Zone négative.
- 6  Objectif Hulk (Hard Knocks)
Reed essaie d'aider son ami Bruce Banner, ce qui les amène à combattre Hulk, et les gens qui essaient de le capturer.
- 7   Des fourmis et des hommes (World's Tiniest Superheroes)
Le contact accidentel avec l'énergie d'une sonde envoyée dans le micro-univers provoque le rétrécissement du quatuor.
- 8   Mon voisin le Skrull (My Neighbor was a Skrull)
Les 4 Fantastiques découvrent que leurs voisins ne sont pas ce qu'il paraissent.
- 9   Le Maître des marionnettes (Puppet Master)
Philip Masters, sculpteur frustré, récupère un morceau de station bombardé de rayons cosmiques qui donne le pouvoir de contrôler les gens.
- 10  Giganto (De-Mole-Ition)
Une énorme créature souterraine attaque le Baxter Building à la recherche d'un de ses œufs, secrètement placé là par l'Homme-taupe.
- 11   Impossible (Impossible)
Une sonde spatiale de Reed est suivie par un extra-terrestre remuant et capable de se transformer en n'importe quoi.
- 12   L'Ordre et le Chaos (Bait and Switch)
Une perturbation dans la dernière tentative de Reed de guérir Ben provoque un échange des pouvoirs des 4 fantastiques entre eux.
- 13   La Colère d'Annihilus (Annihilation)
Transportés dans la zone négative, les 4F sont utilisés par Fatalis pour distraire Annihilus afin qu'il puisse voler sa capsule de contrôle cosmique.
- 14  La Revanche des Skrulls (Revenge of the Skrulls)
Ronan l'Accusateur donne à un Skrull les pouvoirs des Quatre Fantastiques pour qu'il puisse détruire l'équipe.
- 15  Manipulations (Strings)
Le Maître de marionnettes utilise son argile de contrôle pour remonter la ville contre les Quatre Fantastiques.
- 16  Les Robots de Fatalis (Doomsday Plus One)
Fatalis lance le Baxter Building dans l'espace.
- 17  Imperius Rex (Imperius Rex)
Namor, prince d'Atlantis, doit affronter les Quatre Fantastiques quand il interdit les océans du monde à l'homme.
- 18 Un humain parmi nous (The Cure)
Reed réussit à inverser l'état de la Chose, mais Ben Grimm n'a plus aucun souvenir de la transformation de l'équipe.
- 19  Imposture (Frightful)
Un nouveau quatuor de super-héros éclipse les Quatre Fantastiques.
- 20  Hors du temps (Out of Time)
De retour d'un voyage vers le passé, les quatre fantastiques découvrent que Fatalis a changé l'histoire et domine le monde.
- 21  Atlantis attaque ! (Atlantis Attacks)
Détrôné par Attuma le Barbare, Namor se tourne vers les Quatre Fantastiques pour reconquérir son royaume.
- 22  Les Hommes de fer (Shell Games)
Après plusieurs attaques d'armures d'Iron Man, les Quatre Fantastiques traquent Tony Stark.
- 23  Johnny Storm et la Potion de feu (Johnny Storm and the Potion of Fire)
Après exposition à une potion de Diablo lors d'une bataille, Johnny voit ses pouvoirs considérablement augmentés et sa personnalité tourner mal.
- 24  Le Tournoi des champions (Contest of Champions)
Frustré par ses défaites, Ronan l'Accusateur demande au puissant Grand Maître d'organiser un concours qui lui donnerait la chance de battre les Quatre Fantastiques.
- 25  Ennemis intimes (Doom's Word Is Law)
Après avoir attaqué les Quatre Fantastiques, le dernier robot de Fatalis développe une sensibilité.
- 26  Plus dure sera la chute (Scavenger Hunt)
Terminus, un énorme alien en armure, arrive sur Terre pour la piller de ses ressources.

## Diffusion en France
En France, la série est diffusée en 2006 sur M6 puis rediffusée sur les chaînes Cartoon Network, Boing, France 4.
Elle est récemment rediffusée sur la chaîne Toonami depuis septembre 2016.

## Sorties DVD
- 12 mars 2008 : Les Quatre Fantastiques, vol. 1 : Incontrôlables ! (1 DVD), Fox Pathé Europa, zone 2  - Comprend les épisodes 4, 7, 9 et 10
- 12 mars 2008 : Les Quatre Fantastiques, vol. 2 : Invasion totale ! (1 DVD), Fox Pathé Europa, zone 2   - Comprend les épisodes 3, 8, 11 et 14

## Autour de la série
- Au cours des épisodes, des invités font leur apparition, comme Hulk, miss Hulk, l'Homme-fourmi (Henry Pym) ou encore Iron Man.
- On y retrouve leurs ennemis récurrents tels que Victor Von Fatalis et les Skrulls.
- Ces personnages des comics avaient déjà fait l'objet de deux autres séries d'animation en 1967 et 1994.